# Мёллер, Эрик (архитектор)
Свен Эрик Мёллер (дат. Svend Erik Møller, * 7 ноября 1909 г. Орхус; † 24 марта 2002 г.) - датский архитектор.

## Жизнь и творчество
В 1928 году поступает в архитектурную школу при Академии художеств в Копенгагене. В 1935 защищает диплом архитектора. В 1930 году Эрик Мёллер, совместно с двумя коллегами, открывает собственное архитектурное бюро в Копенгагене. Также молодой архитектор много сотрудничает с другим известным датским архитектором - Арне Якобсеном. В 1936 году они выигрывают конкурс на строительство новой городской ратуши в Орхусе, родном городе Мёллера. Здание, спроектированное в стиле функционализма, возводилось в период с 1938 по 1942 год, под руководством находившегося в это в эти годы в Орхусе Э.Мёллера, в то время как А.Якобсен занимался другими проектами в Копенгагене. Параллельно они выполняют проект по созданию нового ратхауса в городе Сёллерёд. В годы Второй мировой войны Якобсен эмигрирует из оккупированной немцами Дании в соседнюю Швецию. После окончания военных действий сотрудничество Мёллера и Якобсена возобновляется. 
В 1955 году начинаются работы по созданию ратуши в городке Рёдовке (проводились до 1956), при которых строится первое в Дании здание с фасадом в виде стены-куртины. После окончания строительства и критической оценки проекта возведённого Якобсеном отеля Радиссон в  Копенгагене сотрудничество Мёллера и Якобсена прекращается.
В 1959 году Э.Мёллер выполняет заказ на реконструкцию торговой сети «Magasin du Nord» в Копенгагене. В 1993 году он пристраивает к зданию центрального правления фирмы новое четырёх-этажное строение, также имеющее фасад в виде стеклянной стены-куртины. В 1965 году Мёллер разрабатывает и в 1975 году перестраивает и расширяет на новом месте выставочный и концертный зал «Белла-центр». В 1977-1979 годы он проектирует и строит в ратушной площади в центре Копенгагена, по заказу Промышленного совета Дании, здание «Центра индустрии».
В 1940 году архитектор был награждён медалью Экерсберга. 

## Выполненные проекты (избранное)
- 1955–1956: Орхус, Ратуша.
- 1959: Реконструкция «Magasin du Nord», Копенгаген.
- 1963: Реконструкция зданий на набережной Gammel Strand 46, Копенгаген.
- 1965: Штаб-квартира и капелла Всемирного совета церквей, Женева.
- 1964: Датский павильон Международной промышленной выставки, Нью-Йорк.
- 1965: «Белла-центр», Копенгаген.
- 1972: Реконструкция здания Nyhavn 16, Копенгаген.
- 1977–1979: Здание «Центр индустрии», Копенгаген.
- 1984–1986: Реконструкция портового паркхауса «Gammel Dok Pakhus», Копенгаген.

## Галерея

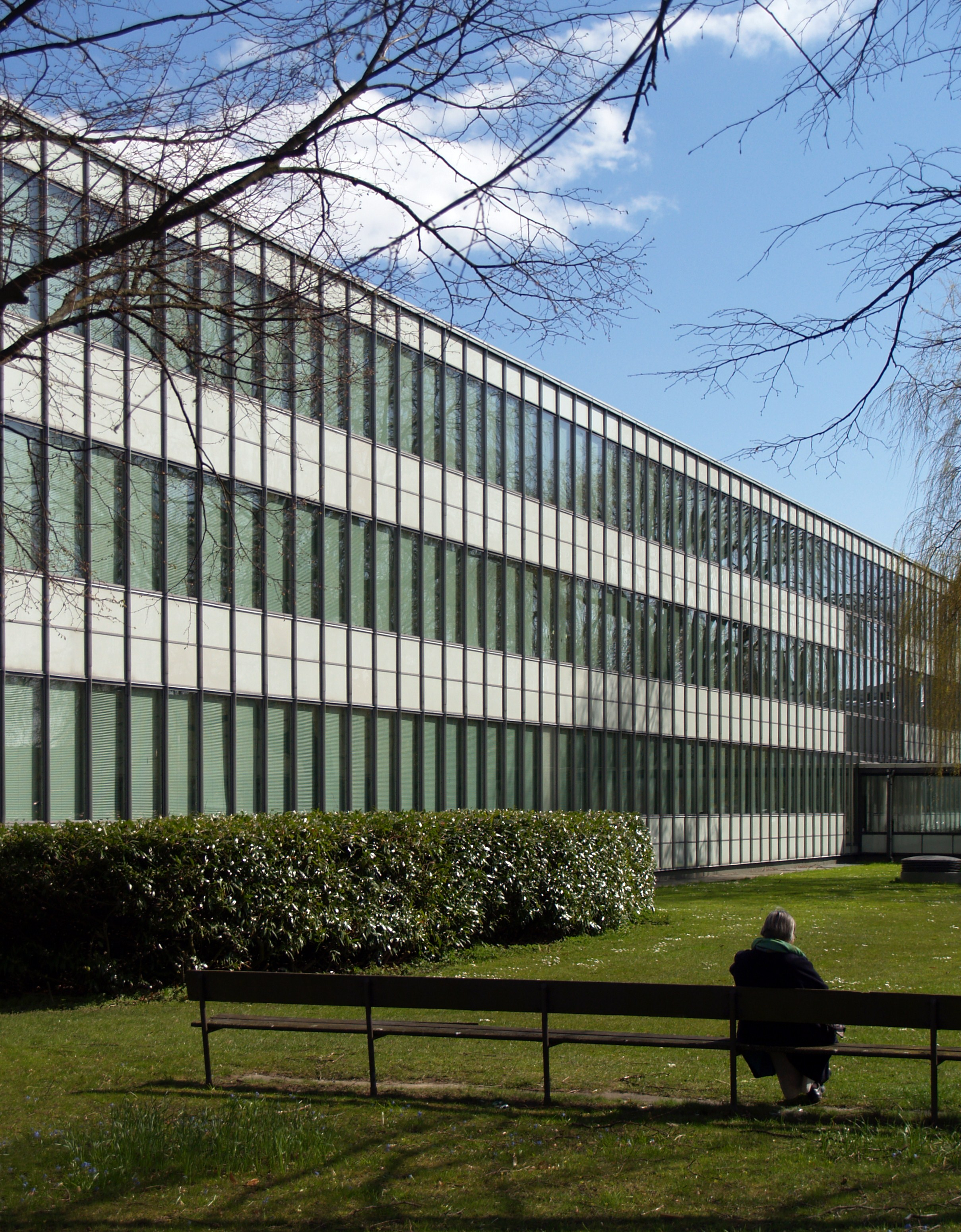
Рёдовре, ратуша (1955–1956). Совместно с Арне Якобсеном
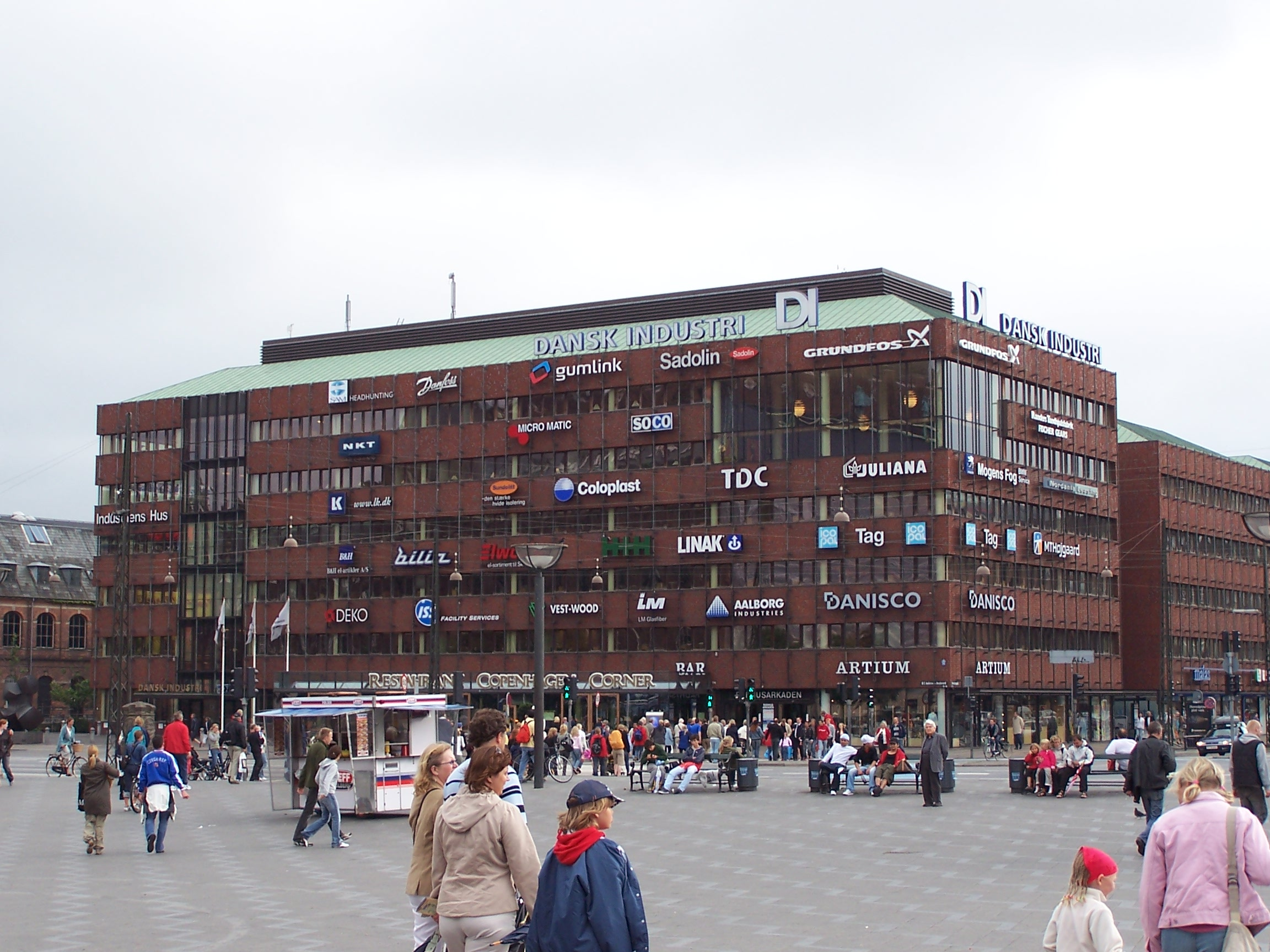
Здание «Центр индустрии», Копенгаген (1977–1979
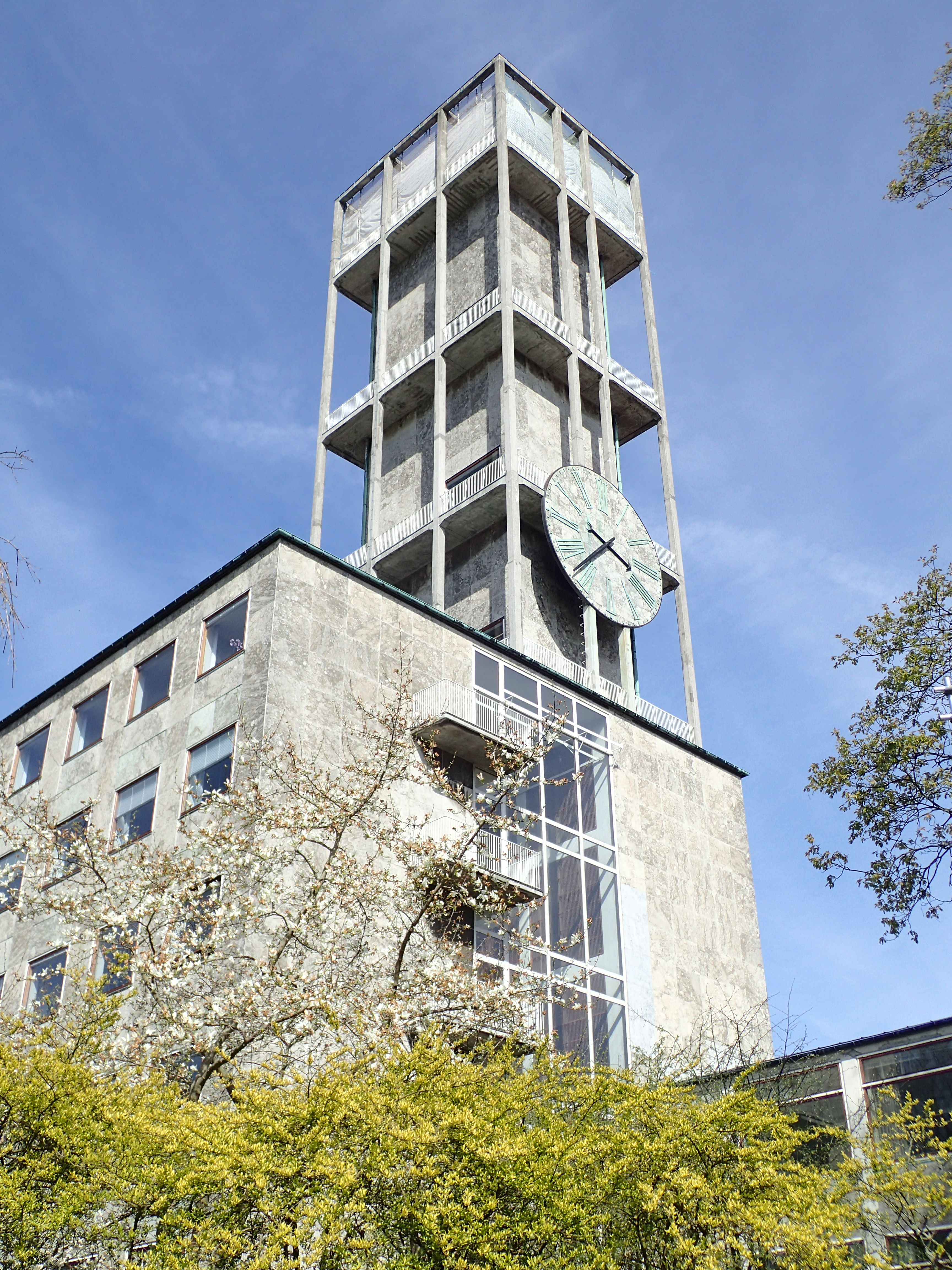
Орхус, ратуша
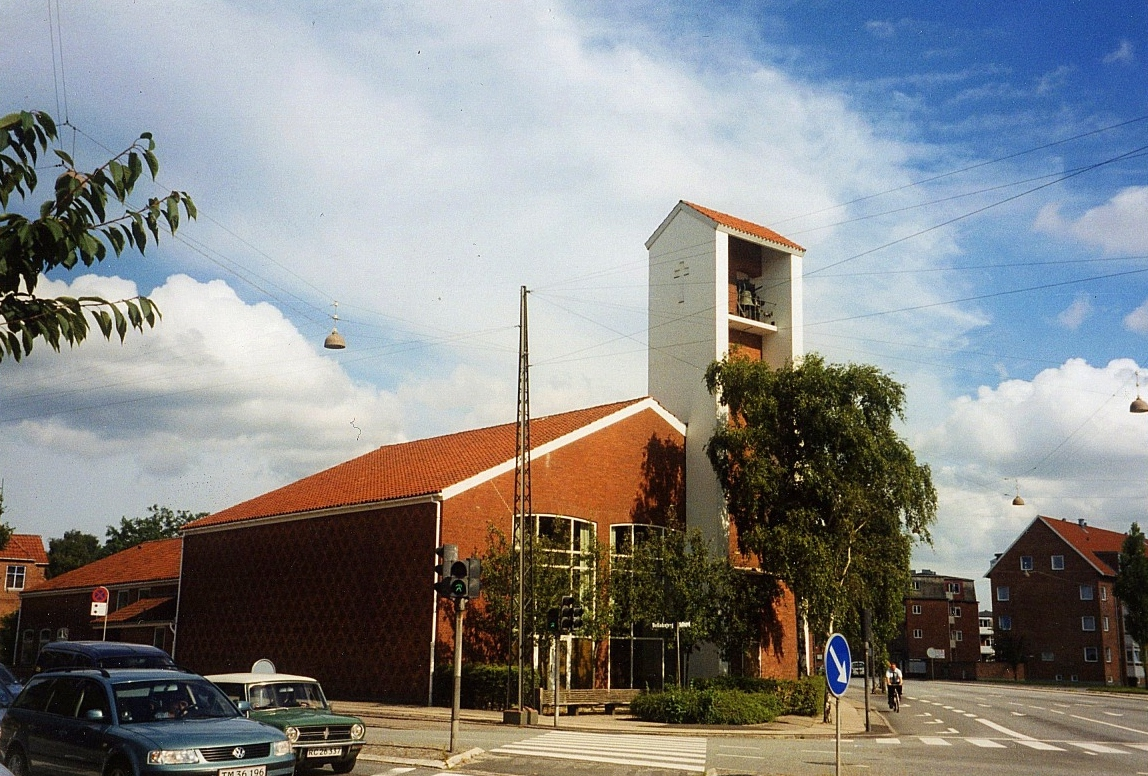
Адвентскирхе, Копенгаген

## Дополнения
- Tobias Faber 1968: «Neue dänische Architektur», Verlag Gerd Hatje, Stuttgart. S. 178 ff